# Neoregelia johnsoniae
Neoregelia johnsoniae är en gräsväxtart som beskrevs av Hans Edmund Luther. Neoregelia johnsoniae ingår i släktet Neoregelia och familjen Bromeliaceae. Inga underarter finns listade i Catalogue of Life.